# 장지영
장지영(張志暎. 1887년~1976년 3월 15일)은 대한민국의 한글학자이다. 호는 열운(洌雲)이며, 본관은 인동(仁同)으로, 주시경 문하에서 국어를 연구했다. 1921년 한글학회의 전신인 조선어 연구회를 조직, 한글 운동과 연구에 헌신했다. 주요저서로는 《조선어 철자법 강좌》가 있다.

## 가족 관계
- 장남: 장세헌 (張世憲, 1923년 ~ 2024년) - 화학자, 대학교수
- 차남: 장세희 (張世熹, 1927년 ~ 1997년) - 화학자, 대학교수

## 참조
1. ↑  10월의 문화인물 열운 장지영(張志暎) 보관됨 2007-09-27 - 웨이백 머신, 월간 문화예술 통권 219호(1997년 10월호), 한국문화예술진흥원발행,